# Henri Gibert (rugby)
Pour les articles homonymes, voir Gibert.

a Compétitions nationales et continentales officielles uniquement.

b Matchs officiels uniquement.
Henri Gibert, né le 24 avril 1914 à Clermont-Ferrand (Puy-de-Dôme) et mort le 27 août 2000 dans la même ville, est un joueur français de rugby à XV et international français de rugby à XIII, évoluant au poste de pilier à XV et à XIII.

## Biographie
Henri Gibert entre à l'AS Montferrand à l'âge de 15 ans et gravit petit à petit les échelons pour intégrer l'équipe 1. 
Il rejoint le rugby à XIII et le club de Roanne avec son frère Louis et son ami Gabriel Clément où s'était déjà établit René Arotça. Il devient un titulaire également en équipe de France de rugby à XIII y remportant la Coupe d'Europe des nations en 1939. Il est l'un des rares internationaux à avoir revêtu la sélection avant et après la Seconde Guerre mondiale avec Maurice Brunetaud. Avec Roanne, aux côtés de Jean Dauger, Max Rousié, Jean Bellan et Arotça, il remporte le Championnat de France en 1939 et la Coupe de France en 1938.
En 1945, il fait un faux retour à l'AS Montferrand et repart à Roanne.
Il vient épauler André Francquenelle, l'entraîneur de l'AS Montferrand, à partir de 1953. Il reste au club jusqu'en 1957 et cède sa place à Robert Vigier.

## Palmarès

### Rugby à XV
- Collectif :
  - Finaliste du Challenge Yves du Manoir : 1935 (Montferrand).

#### Statistiques en club
| Saison    | Saison                                              | Championnat                                         | Championnat                                         | Coupe                                               | Coupe                                               |
| Saison    | Saison                                              | Comp.                                               | Class.                                              | Comp.                                               | Class.                                              |
| --------- | --------------------------------------------------- | --------------------------------------------------- | --------------------------------------------------- | --------------------------------------------------- | --------------------------------------------------- |
| 1931-32   | AS Montferrand                                      | Championnat de France                               | 1/2 finale                                          | Challenge Yves du Manoir                            | 3e                                                  |
| 1932-33   | AS Montferrand                                      | Championnat de France                               | Poule de neuf                                       | Challenge Yves du Manoir                            | 3e                                                  |
| 1933-34   | AS Montferrand                                      | Championnat de France                               | Poule de trois                                      | Challenge Yves du Manoir                            | 8e                                                  |
| 1934-35   | AS Montferrand                                      | Championnat de France                               | 1/8 finale                                          | Challenge Yves du Manoir                            | Finaliste                                           |
| 1940-1945 | Interdiction du rugby à XIII, passage au rugby à XV | Interdiction du rugby à XIII, passage au rugby à XV | Interdiction du rugby à XIII, passage au rugby à XV | Interdiction du rugby à XIII, passage au rugby à XV | Interdiction du rugby à XIII, passage au rugby à XV |
| 1945-46   | AS Montferrand                                      | Championnat de France                               | Phase de poules                                     | Coupe de France                                     | 1/2 finale                                          |

### Rugby à XIII
- Collectif[5] :
  - Vainqueur de la Coupe d'Europe des nations : 1939 (France).
  - Vainqueur du Championnat de France : 1939, 1947 et 1948 (Roanne).
  - Vainqueur de la Coupe de France : 1938 (Roanne).

### Coupe d'Europe des nations
| Édition | Rang | Résultats France | Résultats Gibert | Matchs Gibert |
| ------- | ---- | ---------------- | ---------------- | ------------- |
| 1939    | 1er  | 2 v 0 n 0 d      | 2 v 0 n 0 d      | 2/2           |
| 1946    | 2e   | 1 v 0 n 1 d      | 1 v 0 n 1 d      | 2/2           |
| 1947    | 3e   | 1 v 0 n 3 d      | 0 v 0 n 2 d      | 2/4           |

### Détails en sélection
| Matchs internationaux d'Henri Gibert | Matchs internationaux d'Henri Gibert | Matchs internationaux d'Henri Gibert | Matchs internationaux d'Henri Gibert | Matchs internationaux d'Henri Gibert | Matchs internationaux d'Henri Gibert | Matchs internationaux d'Henri Gibert | Matchs internationaux d'Henri Gibert | Matchs internationaux d'Henri Gibert | Matchs internationaux d'Henri Gibert | Matchs internationaux d'Henri Gibert | Matchs internationaux d'Henri Gibert |
|                                      | Date                                 | Adversaire                           | Résultat                             | Compétition                          | Poste                                | Points                               | Essais                               | Pen.                                 | Drops                                |                                      |                                      |
| ------------------------------------ | ------------------------------------ | ------------------------------------ | ------------------------------------ | ------------------------------------ | ------------------------------------ | ------------------------------------ | ------------------------------------ | ------------------------------------ | ------------------------------------ | ------------------------------------ | ------------------------------------ |
| sous les couleurs de la France       |                                      |                                      |                                      |                                      |                                      |                                      |                                      |                                      |                                      |                                      |                                      |
| .                                    | 26 avril 1936                        | Dominion XIII                        | 8-5                                  | Test match                           | Pilier                               | -                                    | -                                    | -                                    | -                                    |                                      |                                      |
| 1.                                   | 25 février 1939                      | Angleterre                           | 12-9                                 | Coupe d'Europe                       | Pilier                               | -                                    | -                                    | -                                    | -                                    |                                      |                                      |
| 2.                                   | 16 avril 1939                        | Pays de Galles                       | 16-10                                | Coupe d'Europe                       | Pilier                               | -                                    | -                                    | -                                    | -                                    |                                      |                                      |
| 3.                                   | 23 février 1946                      | Angleterre                           | 6-16                                 | Coupe d'Europe                       | Pilier                               | -                                    | -                                    | -                                    | -                                    |                                      |                                      |
| 4.                                   | 24 mai 1946                          | Pays de Galles                       | 19-7                                 | Coupe d'Europe                       | Pilier                               | -                                    | -                                    | -                                    | -                                    |                                      |                                      |
| 5.                                   | 12 avril 1947                        | Pays de Galles                       | 15-17                                | Coupe d'Europe                       | Pilier                               | -                                    | -                                    | -                                    | -                                    |                                      |                                      |
| 6.                                   | 17 mai 1947                          | Angleterre                           | 2-5                                  | Coupe d'Europe                       | Pilier                               | -                                    | -                                    | -                                    | -                                    |                                      |                                      |

#### Statistiques
| Saison    | Saison                       | Championnat                  | Championnat                  | Coupe                        | Coupe                        |
| Saison    | Saison                       | Comp.                        | Class.                       | Comp.                        | Class.                       |
| --------- | ---------------------------- | ---------------------------- | ---------------------------- | ---------------------------- | ---------------------------- |
| 1935-1936 | RC Roanne                    | Championnat de France        | 1/2 finale                   | Coupe de France              | 1/2 finale                   |
| 1936-1937 | RC Roanne                    | Championnat de France        | 1/2 finale                   | Coupe de France              | 1/4 finale                   |
| 1937-1938 | RC Roanne                    | Championnat de France        | 1/2 finale                   | Coupe de France              | Vainqueur                    |
| 1938-1939 | RC Roanne                    | Championnat de France        | Champion                     | Coupe de France              | 1/4 finale                   |
| 1940-1945 | Interdiction du rugby à XIII | Interdiction du rugby à XIII | Interdiction du rugby à XIII | Interdiction du rugby à XIII | Interdiction du rugby à XIII |
| 1945-1946 | RC Roanne                    | Championnat de France        | 1/2 finale                   | Coupe de France              | 1/2 finale                   |
| 1946-1947 | RC Roanne                    | Championnat de France        | Champion                     | Coupe de France              | 1/4 finale                   |
| 1947-1948 | RC Roanne                    | Championnat de France        | Champion                     | Coupe de France              | 1/4 finale                   |